# Petr Válka
Petr Válka (* 25. dubna 1964) je bývalý český politik, po sametové revoluci československý poslanec Sněmovny národů Federálního shromáždění za formaci Sdružení pro republiku - Republikánská strana Československa (republikáni).

## Biografie
Ve volbách roku 1992 byl za SPR-RSČ zvolen do české části Sněmovny národů (volební obvod Jihomoravský kraj). Ve Federálním shromáždění setrval do zániku Československa v prosinci 1992. V živnostenském rejstříku se uvádí bytem Břeclav.
V komunálních volbách roku 1994 neúspěšně kandidoval za SPR-RSČ do zastupitelstva města Břeclav. V komunálních volbách roku 2002 se opětovně neúspěšně pokusil o zvolení do zastupitelstva, nyní jako nestraník na kandidátní listině Hnutí samosprávné Moravy a Slezska. Profesně se uvádí jako podnikatel.